# Ascorhynchus endoparasiticus
Ascorhynchus endoparasiticus is een zeespin uit de familie Ascorhynchidae. De soort behoort tot het geslacht Ascorhynchus. Ascorhynchus endoparasiticus werd in 1978 voor het eerst wetenschappelijk beschreven door Arnaud. 